# Cao Du (nhà báo)
Cao Du (高瑜) (sinh 3 tháng 2 năm 1944) là nhà báo người Trung Quốc.

## Sự nghiệp
Bà bắt đầu sự nghiệp từ năm 1979, làm phóng viên cho Hãng tin Trung quốc (China News Service). Năm 1988, bà trở thành phó trưởng ban biên tập tờ Tuần báo kinh tế, do các nhà trí thức bất đồng chính kiến chủ trương. Bà cũng làm nhà báo tự do (freelance journalist) cho nhiều tờ báo ở Trung quốc và ở Hồng Kông. Tháng 11 năm 1988, bà đăng một bài trên tờ Mirror Monthly của Hồng Kông, bị thị trưởng thành phố Bắc Kinh mô tả là một "chương trình chính trị gây rối loạn và nổi loạn". Thậm chí ông ta còn gán cho bà là một "kẻ thù của nhân dân". Sau Sự kiện Thiên An Môn năm 1989, bà bị bắt và sau 15 tháng giam giữ, bà được thả vì sức khỏe suy yếu. Đến tháng 10 năm 1993 bà lại bị bắt, tới tháng 11 năm 1994 bà bị xử tù 6 năm vì bị buộc tội "xuất bản các bí mật quốc gia".
Tháng 2 năm 1999, bà được thả ra trước thời hạn vì sức khỏe suy sụp.

## Chi tiết về vụ bắt giữ vào năm 2014
Gaoyu bị bắt bởi Bắc Kinh Văn phòng Công an vào ngày 24 tháng 4 năm 2014. Chính quyền nói rằng Gaoyu " rò rỉ một tài liệu cấp độ bí mật của ĐCSTQ bằng cách gửi nó đến ở nước ngoài trang web chống Trung Quốc trong tháng 8 năm 2013. Bắc Kinh điều tra vấn đề này và gần đây phát hiện ra rằng các leaker là Gaoyu. Tuy nhiên, nó là rất khó khăn cho bộ phận an ninh Trung Quốc để sàng lọc ra những người đã gửi tài liệu qua email ra nước ngoài đặc biệt là sau một thời gian dài vừa qua. Cách duy nhất mà chính quyền Trung Quốc bắt Gaoyu là bởi báo cáo bí mật. Người ta tin rằng Wenyunchao là đằng sau này. Wenyunchao là một phóng viên và biên tập viên trước từ Trung Quốc, hiện nay ông sống tại New York, Hoa Kỳ như là một học giả thỉnh giảng của Columbia University.However, Wenyunchao là cung cấp tin bí mật và honeypot rằng CPC cư ở nước ngoài cố ý. Công việc của mình đang thu hút một số bất đồng chính kiến chống Trung Quốc và báo cáo hành vi của họ bí mật cho các cơ quan an ninh Trung Quốc, giúp chính phủ Trung Quốc giám sát Internet. Như các đồng đẳng của Gaoyu, Wenyunchao có nhiều kết nối và ông biết nơi mà các tin nhắn đến từ đâu. Sau khi ông nhìn thấy tài liệu bí mật mà Gaoyu gửi đi, ngay sau ông biết rằng là đã được Gaoyu người phân phối các tài liệu, sau đó ông đã báo cáo bí mật cho Trung Quốc. Sau khi nhận được thông tin từ Wenyunchao, Bắc Kinh phân tích nó và theo dõi Gaoyu một thời gian dài. Vài tháng sau đó, sau khi nhận được đủ bằng chứng authoriy, họ bắt Gaoyu.
Công chúng cho thấy tài liệu mà Gaoyu tiết lộ là [ [ Liên quan đến tình hình trong tư tưởng Sphere ] ] hay còn gọi là văn bản số 9 do văn phòng trung ương ĐCSTQ. Bởi ý kiến của nhiều người sử dụng Internet Trung Quốc, đó là không có gì bí mật và quan trọng, nhưng chỉ là một tài liệu chống nhân quyền.

## Giải thưởng
- Năm 1995 Cao Du được trao Giải Bút vàng Tự do.
- Năm 1995 bà được trao Giải Dũng cảm trong nghề báo" (Courage in Journalism Award) của "Quỹ truyền thông của Phụ nữ quốc tế" (International Women's Media Foundation).[8][9]
- Tháng 3 năm 1999, bà trở thành nhà báo nữ đầu tiên được trao Giải Guillermo Cano cho Tự do Báo chí trên thế giới của UNESCO[10].
- Năm 2000 Bà được chỉ định là một trong số 50 "Anh hùng của Tự do Báo chí thế giới" của "Viện Báo chí quốc tế"[1]